# إسبن بريديسين
إسبن بريديسين (بالنرويجية: Espen Bredesen)‏ (و. 1968  م) هو متزلج قفز نرويجي، ولد في أوسلو، شارك في الألعاب الأولمبية الشتوية 1992، والقفز التزلجي في الألعاب الأولمبية الشتوية 1994 - تل عادي فردي ‏، والألعاب الأولمبية الشتوية 1998، والألعاب الأولمبية الشتوية 1994، والقفز التزلجي في الألعاب الأولمبية الشتوية 1994 - تل كبير فردي ‏.

## جوائز
حصل على جوائز منها:
- ميدالية هولمنكولن [الإنجليزية]‏ (1994)
- ميدالية افتنبوستن الذهبية [الإنجليزية]‏ (1993).

## وصلات خارجية
- إسبن بريديسين على موقع IMDb (الإنجليزية)
- إسبن بريديسين على موقع الاتحاد الدولي للتزلج (القفز التزلجي) (الإنجليزية)
- إسبن بريديسين على موقع أوليمبيديا (الإنجليزية)

- إسبن بريديسين في قاعدة بيانات الأفلام على الإنترنت
- إسبن بريديسين  على موقع SportsReference  - سبورتس رفرنس